# Száz nap
Száz nap vagy száznapos uralom (franciául Cent-Jours) a francia történelemben az 1815. március 20. és július 8. közötti időszakot jelöli. Napóleon március 20-án érkezett Párizsba, miután megszökött elbai száműzetéséből; XVIII. Lajos király július 8-án tért vissza Párizsba. A kifejezést először Seine megye prefektusa, Gilbert de Chabrol de Volvic gróf használta a királyt üdvözlő beszédében.

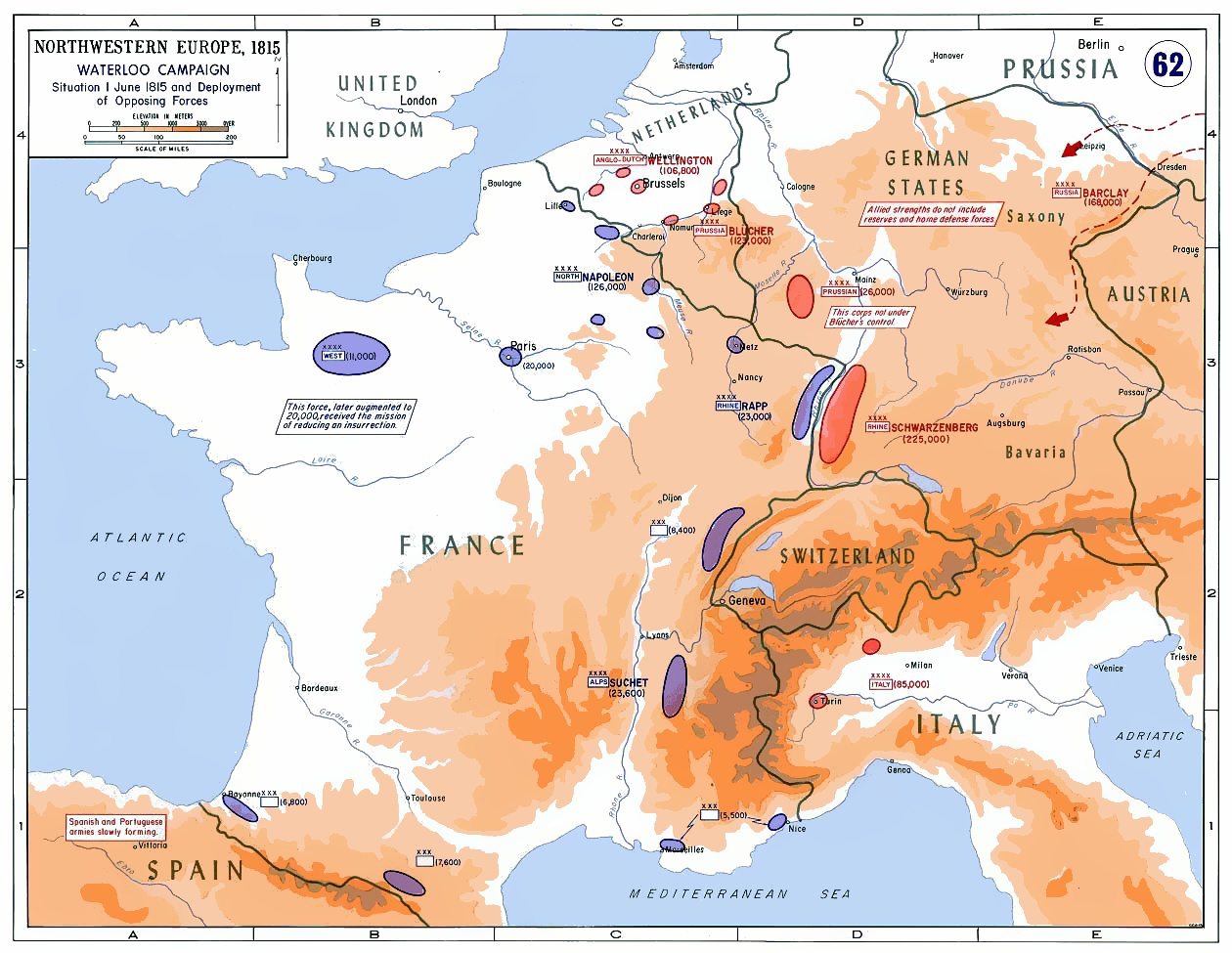
A hetedik koalíció háborújában Napóleon szemben a szövetségesek rendelkeztek.

Napóleon és a vezetése alatt álló 1500 ember március 1-jén szállt partra Cannes közelében, és azonnal elindultak Párizs irányába. Útközben sorra állt át Napóleon oldalára a katonaság és a lakosság, Franciaország vér nélkül hódolt meg a császárnak. XVIII. Lajos március 13-án Gentbe menekült, Napóleon pedig egy héttel később érkezett Párizsba. Ausztria, Nagy-Britannia, Poroszország és Oroszország március 25-én Napóleon ellen szövetséget kötött, létrehozva ezzel a hetedik koalíciót. Joachim Murat Nápolyban harcba kezdett az osztrákok ellen, de a tolentinói csatában döntő vereséget szenvedett. A Belgiumban felvonuló szövetségesek ellen júniusban kezdődtek meg a hadműveletek. Napóleon 1815. június 16-án a lignyi csatában vereséget mért a Gebhard Leberecht von Blücher parancsnoksága alatt álló porosz csapatokra, majd az Arthur Wellesley, Wellington hercege vezette angol hadsereg ellen fordult.
A császár végül a waterlooi csatában (1815. június 18.) vereséget szenvedett. A csatát a poroszok beérkezése döntötte el – a Blücher üldözésére küldött francia csapatok Emmanuel de Grouchy marsall vezetésével nem a csata irányába haladtak, hanem tévesen egy kisebb porosz hadtestet üldöztek.
A császár június 22-én másodszor is lemondott, és Párizsba másodszor is bevonultak a szövetségesek. Napóleon 1815. július 15-én – lényegében fogolyként – szállt fel a HMS Bellerophon brit hadihajó fedélzetére. Pontosan három hónap múlva tették partra Szent Ilona szigetén. Közben 1815. július 8-án XVIII. Lajos visszatért Párizsba.
A háború befejeződése után a győztesek megkötötték Franciaországgal az újabb párizsi békét, amelyben az 1790-es határokat állították vissza, valamint a bécsi kongresszuson a saját érdekeiknek megfelelően formálták át az európai országok területi és politikai viszonyait.
A háborúba hivatalosan Svédország is bekapcsolódott, bár a kirendelt kisebb svéd csapatok csak apróbb harci cselekményekben vettek mindössze részt. Ez volt Svédország „utolsó háború”-ja, azóta az ország teljes semlegességi politikát követ.

## Külső hivatkozások
- Nagy Képes Világtörténet. X. kötet. A forradalom és Napóleon kora